# Sheila Jordan
Sheila Jeannette Jordan (cognom de naixement, Dawson; 18 de novembre de 1928 - 11 d'agost de 2025) va ser una cantant i compositora de jazz estatunidenca. Va gravar com a música de sessió amb una sèrie d'artistes aclamats per la crítica, a més de gravar els seus propis àlbums. Jordan va ser pionera en l'estil de cant de bebop i scat jazz amb un contrabaix com a únic acompanyament. La música de Jordan va rebre elogis de molts crítics, especialment per la seva capacitat d'improvisar lletres; Scott Yanow la va descriure com «una de les cantants de jazz més consistentment creatives». Charlie Parker sovint presentava Jordan com «la dama amb les orelles d'un milió de dòlars».